# 6080 Люґмаір
6080 Люґмаір (6080 Lugmair) — астероїд головного поясу, відкритий 2 березня 1981 року.
Тіссеранів параметр щодо Юпітера — 3,186.